# Ku Hye-sun
Ku Hye-sun (구혜선?, Gu Hye-seonLR; Incheon, 9 novembre 1984) è un'attrice, cantante e regista sudcoreana, nota per le sue interpretazioni nei serial televisivi Yeor-ahop sunjeong, Wanggwa na, Kkotboda namja, Butakhae-yo captain, Angel Eyes e Blood.

## Biografia
Nativa di Incheon, ha una sorella maggiore di nome Hye-jung. È laureata in teatro presso l'Università di Sungkyunkwan e in recitazione presso l'Università nazionale delle arti di Corea.

### Vita privata
L'11 marzo 2016 conferma di essere in una relazione con l'attore Ahn Jae-hyun, conosciuto sul set del serial Blood, sin dall'aprile 2015. La coppia registra ufficialmente il loro matrimonio al Distretto di Gangnam il 20 maggio 2016, per poi sposarsi il 21 maggio 2016. In seguito hanno effettuato una donazione al reparto di pediatria del Severance Hospital di Sinchon-dong, uno dei più vecchi ospedali della Corea. Successivamente la coppia apparve nel reality show Newlywed Diary prodotto da Na Young-seok, che mostrava la loro vita matrimoniale. Nell'agosto 2019 è stato riferito che Ahn Jae-hyun ha chiesto il divorzio. La coppia ha ufficialmente divorziato nel luglio 2020.

## Filmografia

### Attrice

#### Cinema
- La musica nel cuore - August Rush (August Rush), regia di Kirsten Sheridan – cameo (2007)
- Daughter (다우더?), regia di Ku Hye-sun (2014)

#### Televisione
- Nonstop 5 (논스톱 5?) – serie TV (2004)
- Seodong-yo (서동요?) – serie TV (2005)
- Yeor-ahop sunjeong (열아홉 순정?) – serie TV (2006)
- Wanggwa na (왕과 나?) – serie TV (2007)
- Choegang Chil-woo (최강칠우?) – serie TV (2008)
- Kkotboda namja (꽃보다 남자?) – serie TV (2009)
- The Musical (더 뮤지컬?) – serie TV (2011)
- Butakhae-yo captain (부탁해요 캡틴?) – serie TV (2012)
- Juedui da ling (绝对达令S) – serie TV (2012)
- Angel Eyes (엔젤 아이즈?) – serie TV (2014)
- Blood (블러드?) – serie TV (2015)
- Dangsin-eun neomuhamnida (당신은 너무합니다?) – serie TV (2017)

### Regista

#### Cortometraggi
- August Rush (어거스트 러쉬?, Eogeoseuteu reoswiLR) (2007)
- Yukwaehan do-umi (유쾌한 도우미?) (2008)
- Dangsin (당신?) (2010)
- Gieog-ui jogakdeul (기억의 조각들?) (2012)
- Baekgu (백구?) (2013)

#### Lungometraggi
- Yosul (요술?) (2010)
- Boksung-a namu (복숭아나무?) (2012)
- Daughter (다우더?) (2014)

## Discografia

### Album in studio
- 2009 – Breath
- 2015 – Breath 2
- 2016 – And Spring

### Singoli
- 2005 – Happy Birthday To You
- 2006 – Sarang ga
- 2010 – Brown Hair
- 2012 – Fly Again
- 2012 – Marry Me
- 2013 – Flying Galaxy
- 2013 – It's You
- 2013 – Happy
- 2014 – Floral Rain
- 2014 – Must
- 2015 – A Day Without Sound
- 2016 – Written and Erased
- 2016 – Winter Story
- 2016 – Summer Day

## Videografia
Ku Hye-sun è apparsa anche nei seguenti video musicali:
- 2002 – "We Make a Good Pair", videoclip di Sung Si-kyung
- 2004 – "The Reason I Close My Eyes", videoclip di Taebin
- 2006 – "Forget You" , videoclip dei Soul Star
- 2007 – "Yesterday Is Different from Today", videoclip di Kim Ji-eun
- 2010 – "Touch Your Heart", videoclip dei Fahrenheit
- 2013 – "With Laughter or with Tears", videoclip di Seo In-guk
- 2014 – "She's So High", videoclip di Beatburger